# San Miguel de Desamparados
San Miguel es el distrito número dos del cantón de Desamparados, de la provincia de San José, en Costa Rica, fundado en el año de 1913.

## Toponimia
El nombre del distrito proviene en honor a San Miguel Arcángel, patrono del distrito de San Miguel y de la Iglesia de San Miguel Arcángel, localizada en el centro del distrito.

## Historia
Las primeras ocupaciones recordadas de este territorio fueron por indígenas del antiguo Reino Huetar de Occidente, el cual se encontraba encabezado por el Cacique Garabito. Los indígenas que habitaron esta región fueron los mismos que habitaron la región de Aserrí, sobresaliendo entre ellos el Cacique Accerrí, originario de la tribu Quepoa.
Los primeros pobladores ubicaron sus casitas a lo largo de un camino que unía San José con Aserrí, y separaron sus propiedades con cercas, ya sea de piedra o árboles naturales, por lo que antiguamente se llamó a esta región Dos Cercas.
En aquella época, Dos Cercas, que era un distrito de San José, se conformaba por los barrios de Patarrá, Salitral (hoy San Antonio), San Felipe (hoy San Miguel), Palo Grande (hoy San Rafael) y El Molino (hoy San Juan de Dios).
En 1821, el caserío Dos Cercas ya tenía gran importancia y se había planificado muy bien sus primeros cuadrantes, de conformidad con las normas que ordenaba la vetusta "Ley de Indias para la formación de cabildos", además de que ya contaba con más población que otros asentamientos como Patarrá, San Antonio, Aserrí y el mismo Curridabat. 
En 1841, Desamparados ya era un barrio del departamento de San José, conformado por los cuarteles de El Centro, El Molino (actual San Juan de Dios), Palo Grande (actual San Rafael), Patarrá, San Antonio y San Felipe (actual San Miguel).
El 2 de junio de 1913, mediante el acuerdo n.º 980 publicado en el diario La Gaceta n.º 126, se funda el distrito de San Miguel bajo el nombre de Jericó de La Yerbabuena y El Hoyo.
Posteriormente, el 4 de noviembre de 1962, se establece oficialmente el cantón de Desamparados como el número tres de la provincia de San José, mediante la Ley de Ordenanzas Municipales.

## Ubicación
Se ubica en el centro del cantón y limita al norte con los distritos de Los Guido, Gravilias y Desamparados, al oeste con el distrito de San Rafael Arriba y el cantón de Aserrí, al suroeste con el distrito de Rosario, al sureste con el cantón de Cartago y al noreste con el distrito de Patarrá.

## Geografía
San Miguel cuenta con un área de 21,34 km² y una altitud media de 1230 m s. n. m.

## Demografía
Para el año 2022, San Miguel cuenta con una población estimada de 38 194 habitantes, y para el último censo efectuado, en 2011, San Miguel contaba con una población de 31 805 habitantes.
Para el censo de 1920, el distrito de San Miguel incluía los hoy también distritos de Patarrá y Damas (donde tenía una extensión territorial de 43,93 km²). Después de la segregación de estos distritos, San Miguel de Desamparados pasó a tener un área de 23,25 km², hasta el período 2000-2010, donde tras un ordenamiento territorial pasó a medir el área actual.
Según el Censo Nacional del año 2011, el cantón contaba con una población de 31 573 habitantes, residiendo en más de 8 897 viviendas, aproximadamente.

## Concejo de distrito
El concejo de distrito de San Miguel vigila la actividad municipal y colabora con los respectivos distritos de su cantón. También está llamado a canalizar las necesidades y los intereses del distrito, por medio de la presentación de proyectos específicos ante el Concejo Municipal. El presidente del concejo del distrito es el síndico propietario del partido Liberación Nacional, Evelio Segura Chacón
El concejo del distrito se integra por:
| #                       | Partido                         | Nombre                          |  |
| Síndico propietario     | Síndico propietario             | Síndico propietario             |  |
| ----------------------- | ------------------------------- | ------------------------------- |  |
| 1                       | Partido Liberación Nacional     | Evelio Segura Chacón            |  |
| Síndico suplente        |                                 |                                 |  |
| 2                       | Partido Liberación Nacional     | Karen Rosales Alfaro            |  |
| Concejales propietarios |                                 |                                 |  |
| 3                       | Partido Liberación Nacional     | Naomy Isabel Castillo Fernández |  |
| 4                       | Partido Liberación Nacional     | Luis Alonso Méndez Leiva        |  |
| 5                       | Partido Unidad Social Cristiana | Mauricio Segura Chacón          |  |
| Concejales suplentes    |                                 |                                 |  |
| 6                       | Partido Liberación Nacional     | Nelly Chacón Jiménez            |  |
| 7                       | Partido Liberación Nacional     | Vinicio Martín Quesada Mora     |  |
| 8                       | Partido Unidad Social Cristiana | Anthuan Ramírez Aguilar         |  |

## Organización territorial
El distrito de San Miguel se conforma por las siguientes comunidades o barrios:
- Barrio Calle Ciénagas
- Barrio Calle Lajas (comparte con Salitrillos)
- Barrio Capri
- Barrio Cruce
- Barrio Damas Israelitas
- Barrio El Hoyo
- Barrio El Huazo
- Barrio El Llano
- Barrio Emperador
- Barrio Fátima
- Barrio Girasol
- Barrio Guatuso
- Barrio Jericó
- Barrio Jiménez (comparte con Los Guido)
- Barrio La Pradera
- Barrio La Orquídea
- Barrio Las Américas
- Barrio Lindavista
- Barrio Los Ángeles
- Barrio Los Pinos
- Barrio Peñascal
- Barrio Rinconada
- Barrio Roblar
- Barrio Rodillal
- Barrio Sabanilla
- Barrio San Gerardo
- Barrio San Miguel (centro)
- Barrio San Martín
- Barrio Santa Bárbara
- Barrio Santa Eduviges
- Barrio Santísima Trinidad
- Barrio Valverde

## Economía
El distrito de San Miguel ha vivido un crecimiento exponencial en su economía, basada en una economía de servicios. 
En el período 2008-2020 el desarrollo de tiendas de ropa, restaurantes, supermercados, peluquerías han traído empleo a la zona que han solventado las necesidades de los consumidores. 
Se ha agrandado de la estructura del comercial, en el centro del distrito atrayendo inversiones como la de Grupo Monge y Casa Blanca (sector de electrodomésticos). El cual ha impactado severamente en la economía ya que se desencadenado todo tipo de sectores a lo largo y ancho del Centro de San Miguel. 
El PIB per cápita de la zona pasó de $5500 en 2008 a $8860 en 2019, dado al crecimiento económico no sólo de sus locales comerciales sino del potenciamiento salarial y de ingresos de sus pobladores. 

## Educación
Ubicadas propiamente en el distrito de San Miguel se encuentran los siguientes centros educativos:
- Escuela de Finca Capri
- Escuela de Higuito
- Escuela José María Zeledón Brenes
- Escuela Dr. Calderón Muñóz
- Escuela República de Honduras
- Escuela Sor María Romero Meneses
- Escuela de Las Letras
- Escuela San Miguel Arcángel
- Escuela Bilingüe Llama del Bosque
- Satëblök School
- Liceo de San Miguel
- Liceo de Higuito
- Colegio Técnico Profesional (C.T.P.) José María Zeledón Brenes

## Transporte

### Carreteras
Al distrito lo atraviesan las siguientes rutas nacionales de carretera:
- Ruta nacional 206
- Ruta nacional 304